# Milestības saliņa
Mīlestības saliņa est une  île dans le district de Kurzeme à Riga, la capitale de la Lettonie.

## Présentation
Mīlestības saliņa est située sur la rive gauche du fleuve Daugava, à l'embouchure de la rivière Buļļupe a qa confluence avec le Daugava.
Kundziņsala est voisine de l'île Buļļu sala.
Mīlestības saliņa a une forme triangulaire. Le côté nord-Est est baigné par le Daugava, le côté ouest par la Buļļupe et le côté sud de l'île est baigné par le canal Loču.
L'île est basse, l'altitude moyenne de l'île est de 1 à 1,5 mètres, la partie la plus haute de l’île se trouve du côté du Daugava. 
L'île est marécageuse, avec des lacs envahis par la végétation et elle est couverte d'arbres et de buissons.
La superficie de Mīlestības saliņa est d’environ 0,75 km2. 
L'île a commencé à se former dans la seconde moitié du XIXe siècle avec la construction du barrage régulant le cours du Daugava et la Buļļupe, en accumulant les matériaux sableux et limoneux charriés par le Daugava.
L'île fait partie du territoire du parc naturel Piejūra (lv).

## Étymologie
Le nom Mīlestības saliņa signifie  en letton «l'île de l’Amour».

## Transport
Milestības Saliņa est accessible par les bus:3, 36 et 56.

## Galerie

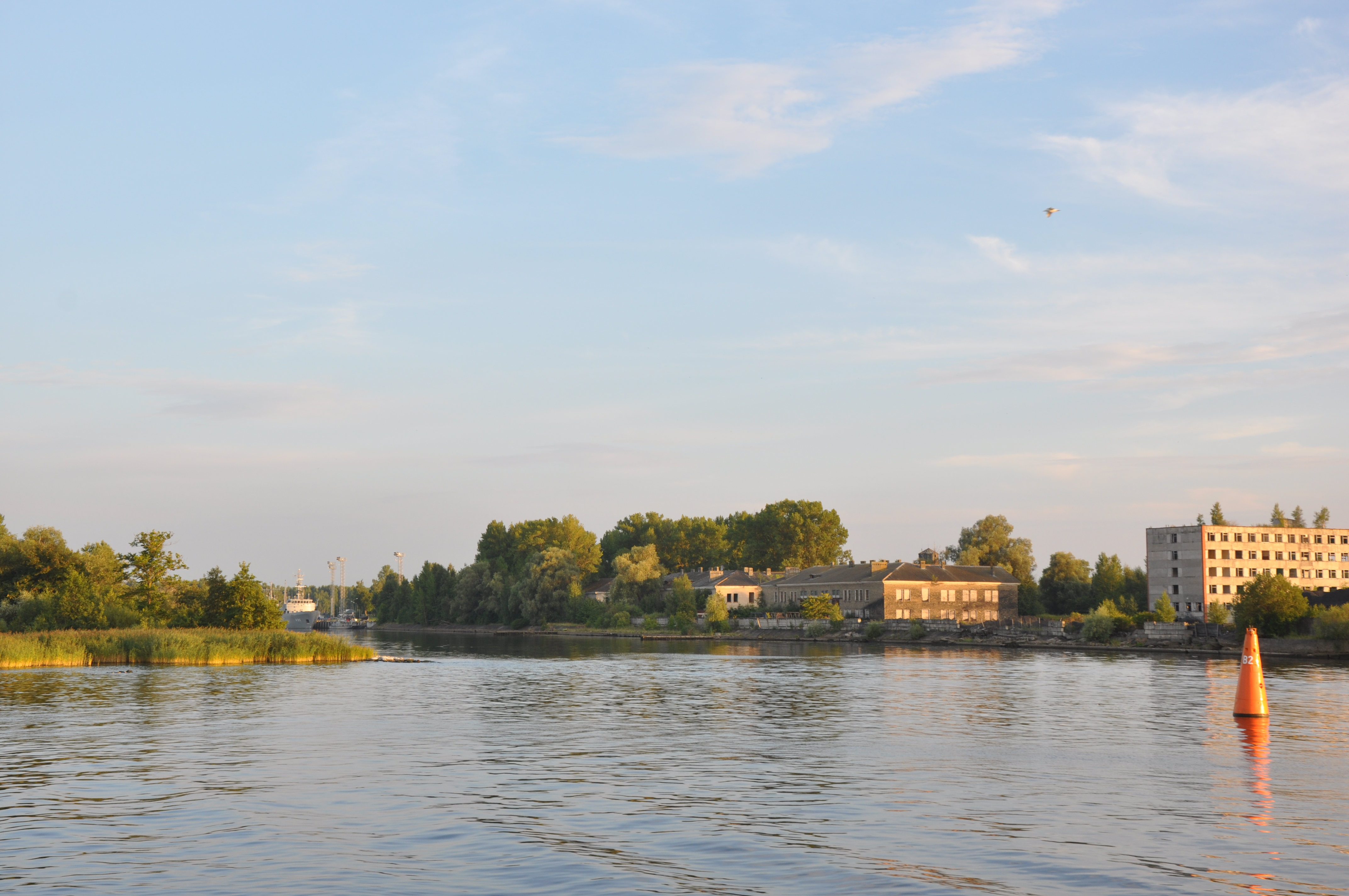
Confluence de Buļļupe avec le Daugava à Mīlestības saliņa.
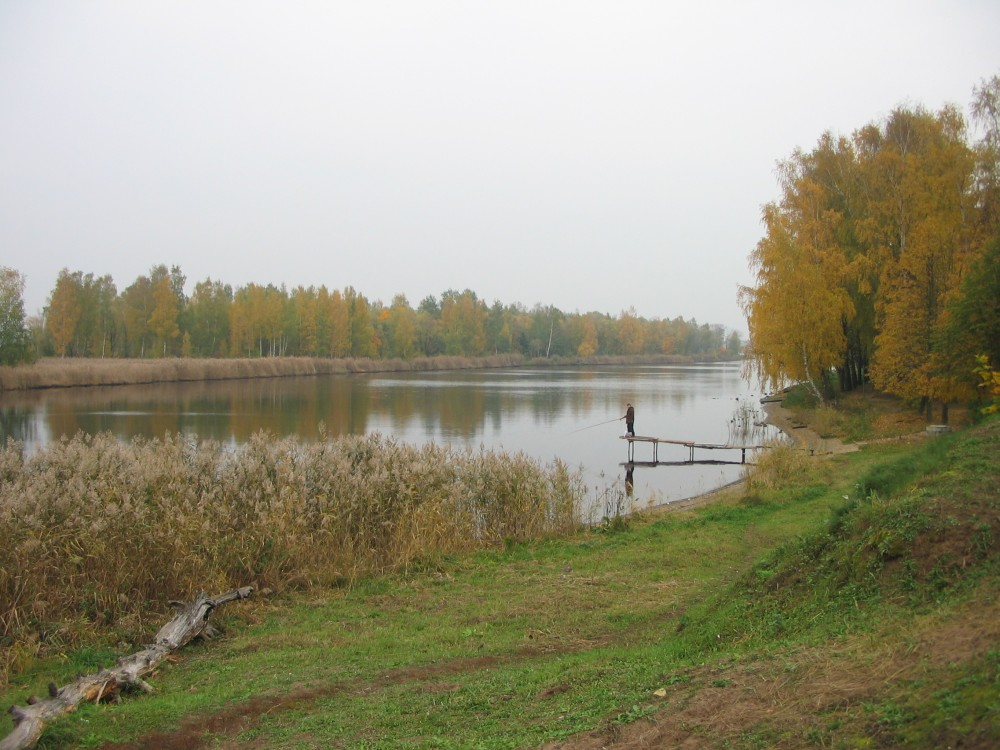
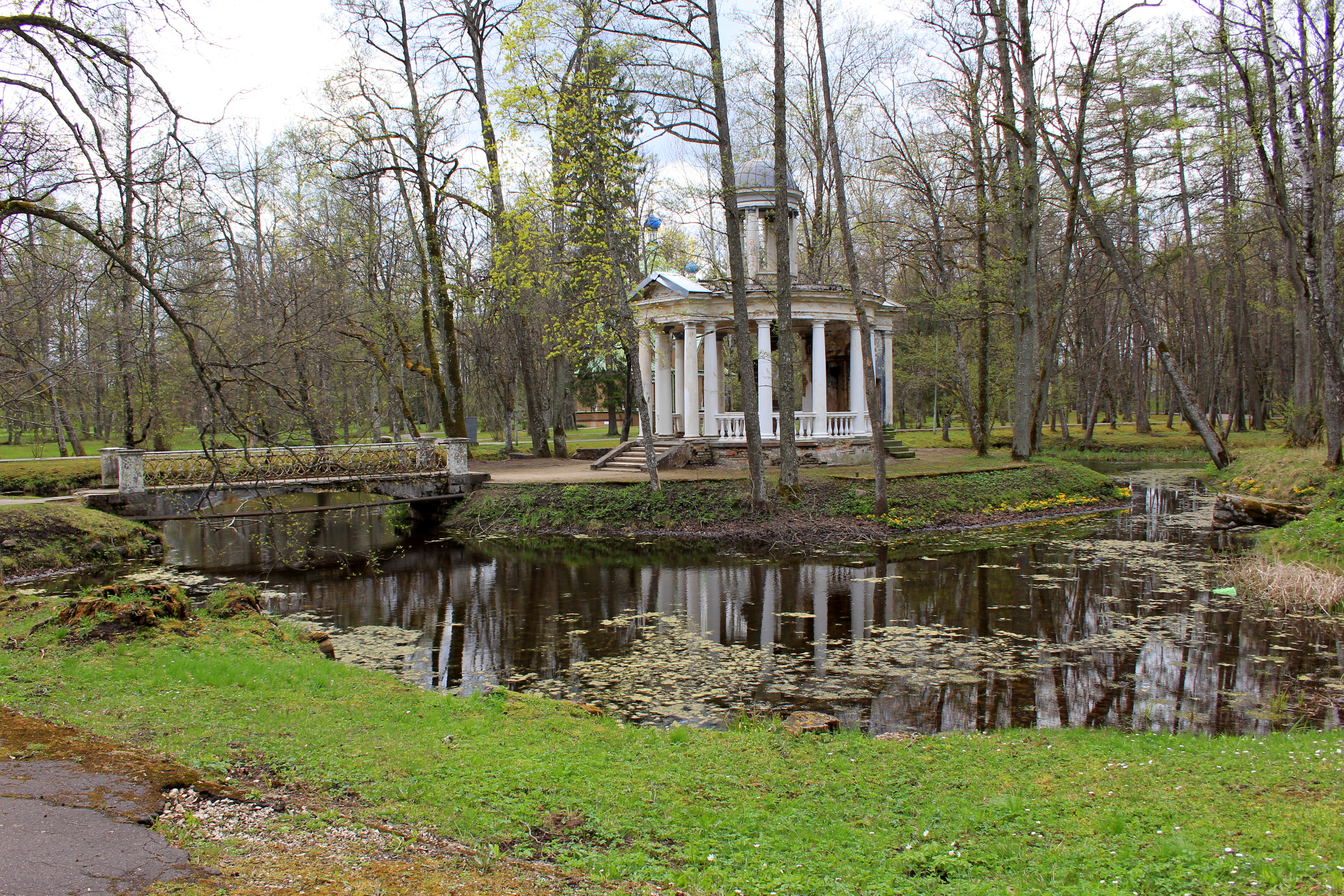